# Etrema sparula
Etrema sparula é uma espécie de gastrópode do gênero Etrema, pertencente à família Clathurellidae.